# Ayo Obileye
Stephen Ayomide O Obileye (Hackney, 2 september 1994) is een Engels voetballer die zowel als 
middenvelder als verdediger kan fungeren. Hij speelt momenteel bij Sheffield Wednesday.

## Clubcarrière
Ayo Obileye speelde in de jeugd bij Leyton Orient Centre of Excellence, Chelsea en Sheffield Wednesday. Op 30 augustus 2011 maakte hij zijn profdebuut in de Football League Trophy tegen Bradford City. Bradford City won de wedstrijd op Valley Parade na penalty's.